# PSO J030947.49+271757.31
PSO J030947.49+271757.31とは、2020年に発見された、知られている中で最も遠いところに位置するブレーザーである。